# Sanseudsagnsord
sanseudsagnsord (eller sanseverbum eller verbum sentiendi) er et udsagnsord der betegner en sansning.
På dansk er centrale sanseudsagnsord se og høre.
Eksempler på andre danske sanseudsagnsord er smage, lugte, bemærke, mærke og skimte.
På dansk kan de sædvanligvis indgå i en speciel infinitivkonstruktion: objekt med verbal infinitiv også kaldet akkusativ med infinitiv, for eksempel "Han hørte toget komme".
I det talte sprog kan trykket på sanseudsagnsordet ændrer lidt på betydningen af sætningen.